# Selaginopsis
Selaginopsis är ett släkte av nässeldjur. Selaginopsis ingår i familjen Sertulariidae.
Släktet innehåller bara arten Selaginopsis fusca.